# 그라운드의 이방인
"그라운드의 이방인"(Strangers on the Field)은 한국에서 제작된 김명준 감독의 2013년 다큐멘터리 영화이다. 권해효 등이 주연으로 출연하였는데 1982년 봉황대기 전국고교야구대회 결승에 진출했던 재일동포 선수단을 조명한 동시에 재일동포 야구단의 뿌리와 그들의 숨은 활동을 들려준다.

## 출연
- 권해효

## 기타
- 프로듀서: 조은성